# Bibliotekskatalog

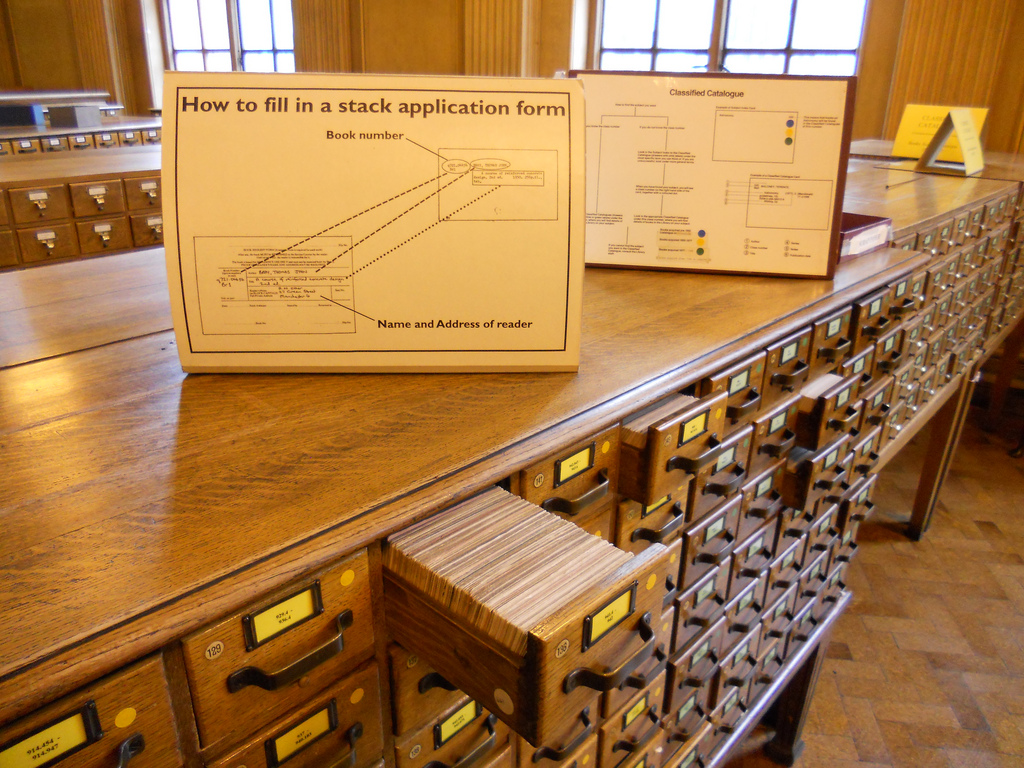
Kartoteket vid Manchester Central Library i Storbritannien.

En bibliotekskatalog är ett register över alla bibliografiska objekten på ett bibliotek eller en grupp av bibliotek (med eller utan samma ägare eller huvudman). Ett bibliografiskt objekt är någon av alla de fysiska informationsbärare (exempel: böcker, datorfiler, grafik, realia och kartor) som tillhör (den utåtriktade) biblioteksverksamheten. Det kan även syfta på delar av ett fysiskt verk (exempelvis en av flera berättelser i en antologi), en samling av flera fysiska verk (som alla tre delarna av en trilogi) eller en något som länkats från en katalog (exempelvis en webbsida), så länge som den är relevant för katalogen och bibliotekets användare.

## Varianter
Kortregistret (kartoteket) var länge en välbekant syn på många allmänna bibliotek, men den har under 2000-talet i princip helt ersatts av ett datorbaserat register (databas) som ofta är tillgänglig via datornät (ofta Internet). Vissa bibliotek med datorbaserade biblioteksregister har fortfarande kvar sina kartotek, men de är inte längre den huvudsakliga sökresursen för att kunna orientera sig i bibliotekets samlingar. Sådana kartotek uppdateras ofta inte heller men är kvar som en historisk resurs, ofta med någon sorts skyltning om när kortregistret senast uppdaterades. Andra bibliotek har helt gjort sig av med sina kartotek, till förmån för mer hyllutrymme åt bibliotekssortimentet.

## Större kataloger
Den största bibliotekskatalogen i världen är det engelskspråkiga Worldcat (på adressen www.worldcat.org). Det administreras av det ideella bibliotekskooperativet OCLC, med hemort i Dublin i Ohio. I september 2017 listade Worldcat över 404 miljoner bibliografiska objekt, motsvarande knappt 2,6 miljarder biblioteksinnehav. De listade samlingarna omfattar samlingar på 72 000 bibliotek i 170 olika länder och territorier.
De svenska allmänna bibliotekens gemensamma katalog och söktjänst Libris listade hösten 2017 cirka 7 miljoner olika titlar.